# Contea autonoma dong di Xinhuang
La contea autonoma dong di Xinhuang (新晃侗族自治县S, Xīnhuǎng Dòngzú ZìzhìxiànP) è una contea della Cina, situata nella provincia di Hunan e amministrata dalla prefettura di Huaihua.